# 野添和子
野添 和子（のぞえ かずこ、本名：同じ、1937年2月11日 - ）は、大映テレビ顧問、テレビプロデューサー。女優の野添ひとみは双子の実妹で、俳優の川口浩は義弟にあたる。

## 来歴・人物
妹・ひとみの付き人を長く務めた後、大映に入社して同社テレビ室のプロデューサーに就任。大映倒産後は新設した大映テレビへ移籍し、数々のドラマをヒットさせて春日千春と共に大映ドラマの黄金時代を築き上げた。特に大映テレビ『ザ・ガードマン』『赤いシリーズ』『夜明けの刑事』は代表作である。
「スチュワーデス物語」などで共演した高樹澪によると、大映ドラマの世界観を作るため、野添は担当作品の脚本に書かれたセリフにいつも後から手を加えていた。また、ある日高樹は「大映ドラマの台詞がなぜこんなに説明的で強烈な言葉を使うのか」と疑問に思い、野添に意図を尋ねると以下のように返ってきた。「お客さんが映画館にわざわざ足を運んで意識的に見る映画と違い、テレビは何となく流されるもの。ちゃんと見てもらうためには、耳に残る言葉で視聴者を惹きつけないといけない」。

## 担当番組
- ザ・ガードマン
- シークレット部隊
- 赤いシリーズ
  - 赤い疑惑
  - 赤い衝撃
  - 赤い激流
  - 赤い激突
  - 赤い絆
  - 赤い嵐
  - 赤い死線
- 青い絶唱
- 事件狩り
- 夜明けの刑事
- スチュワーデス物語
- 少女に何が起こったか